# 433 Ерос
433 Ерос е голям астероид пресичащ орбитата на Марс.
Ерос е първият астероид, посетен от космическа сонда която е влязла в орбита около него. От 14 февруари 2000 до 12 февруари 2001, сондата Ниър Шумейкър обикаля астероида и прави научни изследвания.
Ерос е малка планета с форма на картоф и размери 33х13х13 км. Неговият химически състав отчасти отразява първичното състояние при възникването на нашата слънчева система.
Орбитата му е вътре в орбитата на Марс. Една обиколка на астероида около Слънцето продължава 1,76 години. Астероидът може да се доближи до Земята на разстояние до 20 млн. километра.
Малката планета прилича на огромен картоф. Повърхността му е силно увредена от кратери, получени в резултат от сблъсъци. Прави впечатление също едно стеснение в средата, така наречената талия на Ерос.
Изследванията показват, че Ерос принадлежи към най-старите обекти в Слънчевата система. Възможно е части от него да са все още в първично състояние.